# کوند-نورتان
کوند-نورتان (به فرانسوی: Condé-Northen) یک کمون در فرانسه است که در Canton of Boulay-Moselle واقع شده‌است.

## خصوصیات
کوند-نورتان ۱۰٫۹۲ کیلومترمربع مساحت و ۵۵۸ نفر جمعیت دارد و ۲۰۵ متر بالاتر از سطح دریا واقع شده‌است.